# Española (New Mexico)
Española ist eine Stadt in den beiden Countys Rio Arriba County und Santa Fe County im Norden des US-Bundesstaats New Mexico. Sie hat 10.526 Einwohner und eine Fläche von 21,9 km² (Stand 2020). 

## Lage
Die Stadt liegt auf über 1700 m in einem Hochtal zwischen den Jemez Mountains und den Sangre De Cristo Mountains. Sie liegt an den Flüssen Rio Grande, Rio Chama und Rio Santa Cruz. Die Stadt befindet sich etwa 40 Kilometer nördlich von Santa Fe, rund 70 Kilometer südlich von Taos und etwa 40 Kilometer östlich von Los Alamos. 

## Geschichte
Der Ort wurde im Jahr 1598 von Juan de Oñate (1550–1626) gegründet, der die Provinz Nuevo México von Neuspanien verwaltete. Española war damit der erste Verwaltungssitz auf dem Gebiet der heutigen Vereinigten Staaten, der von Europäern gegründet wurde. 
In den 1880er Jahren wurde in der Nähe des Ortes eine Bahnlinie gebaut.

## Persönlichkeiten
- Patricia Diane Lopez, Informatikerin